# Javier Gallego Garrido
Javier Gallego «Crudo» (Madrid, 1975) és un periodista, músic i poeta espanyol, conegut per dirigir i presentar el programa Carne cruda.
És llicenciat en Periodisme i màster en ràdio per la Universitat Complutense de Madrid. Ha presentat diversos programes radiofònics com De 9 a 9 y media en cadena SER, No somos nadie en M80 Radio o Especia Melange en Radio 3, on també va participar en l'equip de producció del serial Cuando Juan y Tula fueron a Siritinga, dirigit per Carlos Faraco, durant la direcció de Federico Volpini. En televisió, ha conduït, al costat de Pepa Bueno, Esta mañana en TVE i guionitzat Caiga quien caiga en La Sexta.
Des de 2009 dirigeix Carne cruda, on va rebre el Premi Ondas 2012 al millor programa de ràdio. A més del seu treball en mitjans de comunicació, és bateria de la banda Forastero i ha gravat cinc discos amb els grups Dead Capo, Insecto i My Criminal Psycholovers. També ha escrit diversos llibres de poemes i col·laborat en d'altres publicacions.

## Llibres
- El grito en el cielo (2016)[1]
- Abolición de la pena de muerte (2013)[1]
- Lo llevamos crudo (2012)[8]

Col·laboracions
- Reaccionados: propuestas económicas, sociales y legales para hacer posible otro mundo (2015)
- El relaxing café con leche y otros hitos de la marca España (2013)
- Simpatía por el relato: antología de cuentos escritos por rockeros (2010)
- Trelatos. Ficcionario de Radio 3 (2003).